# Pokharikanda
Pokharikanda (en népalais : पोखरीकांडा) est un comité de développement villageois du Népal situé dans le district de Surkhet. Au recensement de 2011, il comptait 4 741 habitants.